# Vườn tượng

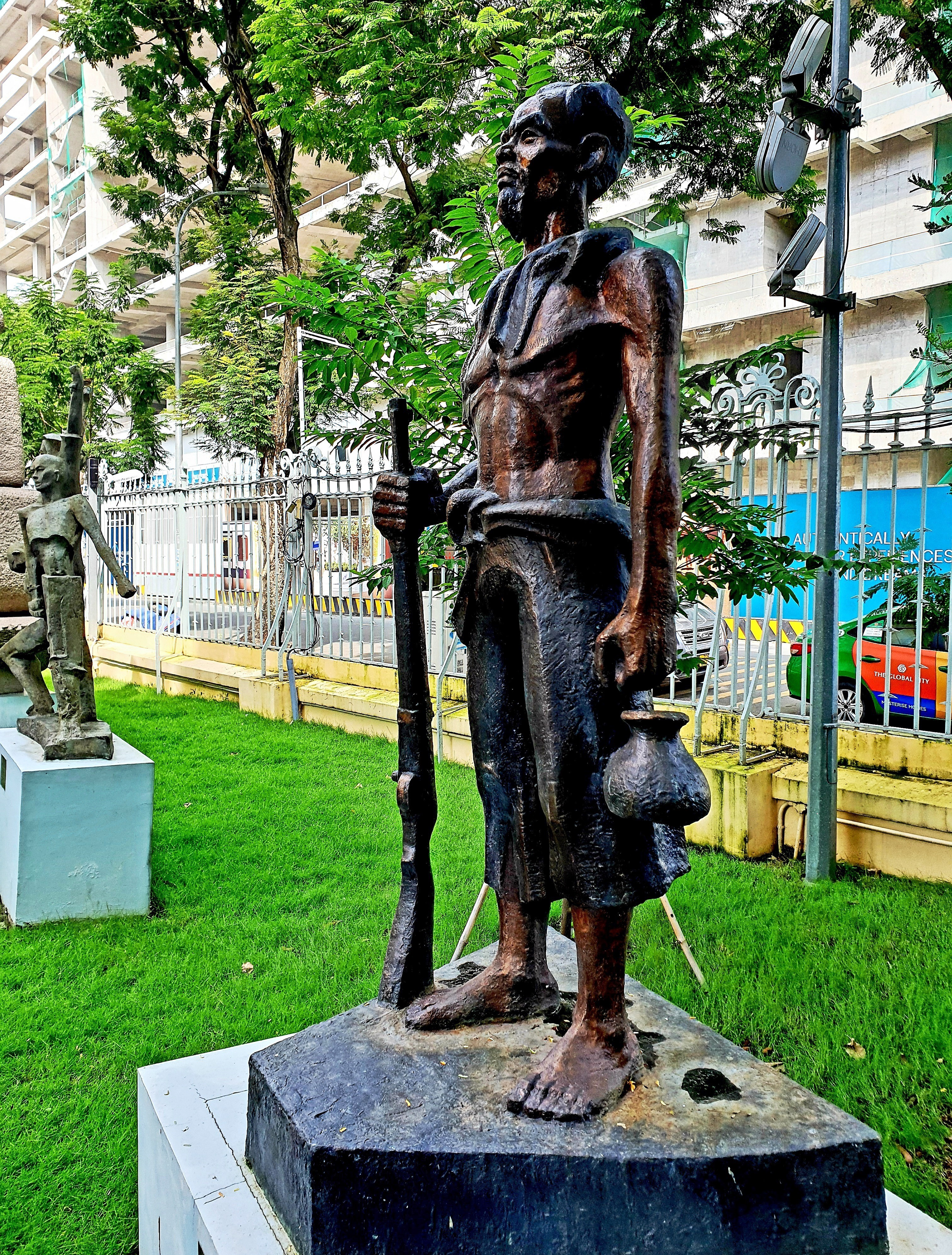
Vườn tượng của Bảo tàng Mỹ thuật Thành phố Hồ Chí Minh năm 2022

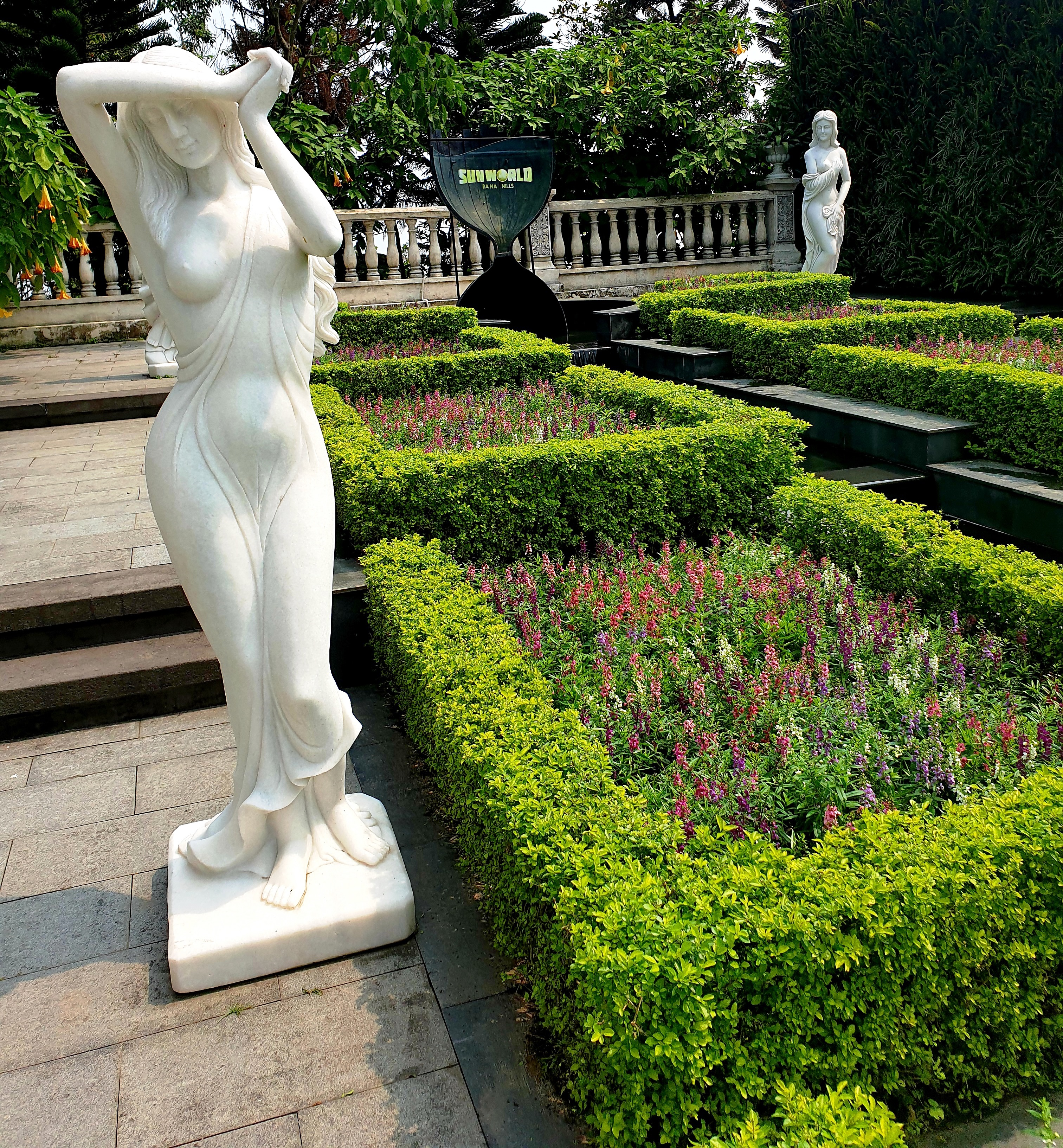
Vườn tượng tại vườn hoa ở Bà Nà Hills năm 2021

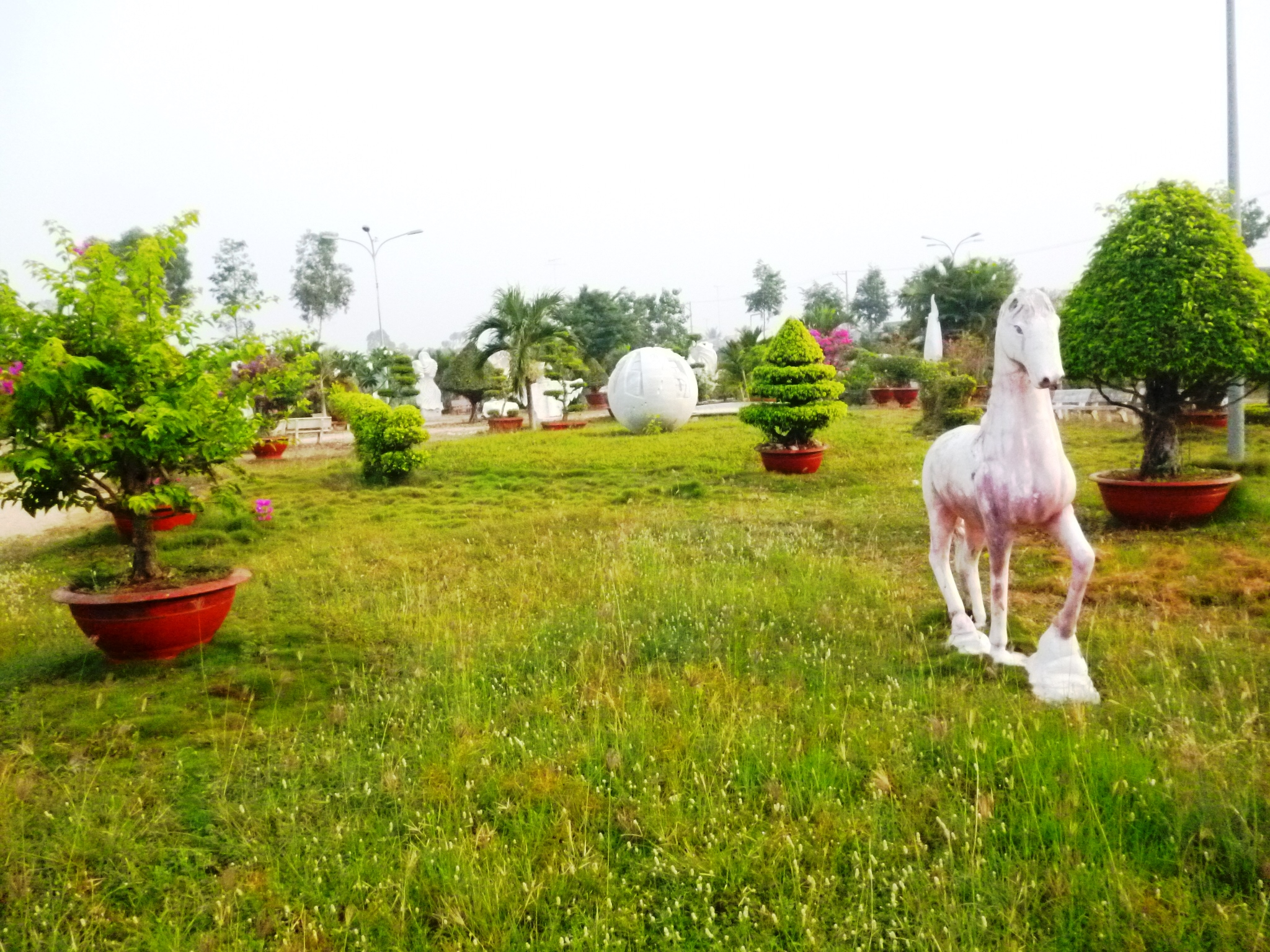
Vườn tượng ở An Giang năm 2014

Vườn tượng (Sculpture garden) hay Công viên điêu khắc (Sculpture park) là một khu vườn hoặc công viên ngoài trời bao gồm việc trưng bày các tác phẩm điêu khắc (chủ yếu là các pho tượng), thường là một số tác phẩm được đặt cố định bằng vật liệu bền trong môi trường cảnh quan xung quanh. Một khu vườn điêu khắc có thể là của tư nhân, thuộc sở hữu của một bảo tàng và công chúng được tham quan miễn phí hoặc có tính phí, hoặc ở địa điểm công cộng và tất cả mọi người đều có thể vào xem. Một số Thành phố sở hữu một số lượng lớn các tác phẩm điêu khắc công cộng, một số trong số đó có thể xuất hiện cùng nhau trong các công viên thành phố (chẵng hạn như vườn Phật Xieng Khuan).
Vườn tượng là nơi đăng cai dành cho các cuộc triển lãm bao gồm từ các tác phẩm điêu khắc truyền thống, riêng lẻ đến các tác phẩm sắp đặt lớn dành riêng cho địa điểm này và tập hợp các tác phẩm tề tựu về đây. Các khu vườn tượng cũng có thể khác nhau rất nhiều về quy mô và phạm vi, bao gồm các tác phẩm được sưu tầm của nhiều nghệ sĩ hoặc tác phẩm nghệ thuật của một cá nhân. Những tác phẩm sắp đặt này có liên quan đến một số chủ đề tương tự, đáng chú ý nhất là nghệ thuật sắp đặt, trong đó cảnh quan trở thành cơ sở của một tác phẩm điêu khắc cụ thể tại địa điểm và các khu vườn cây cảnh, bao gồm cắt tỉa hoặc uốn những cây cảnh sống thành tác phẩm điêu khắc.

## Lịch sử
Các khu vườn điêu khắc có một lịch sử lâu đời trên khắp thế giới với những bộ sưu tập các công trình xây dựng lâu đời nhất được biết đến của con người là một "vườn điêu khắc" của người Neanderthal được khai quật tại Hang Bruniquel ở Pháp vào năm 1990. Bên trong hang động, những tảng đá bị vỡ được sắp xếp thành một loạt các cấu trúc xếp chồng lên nhau hoặc giống như vòng cách đây khoảng 175.000 năm.
Những bức tượng trong vườn, thường có chất lượng tạo tác rất cao, đầy tính thẩm mỹ và tinh xảo, là một nét đặc trưng của những khu vườn La Mã cổ đại, và đã được hồi sinh vào thời Phục hưng, và sau đó đặc biệt là một nét đặc trưng của khu vườn phong cách kiến trúc Baroque. Các khu vườn trong cung điện, chẳng hạn như Vườn Versailles, tập trung nhiều tác phẩm điêu khắc ngang với các công viên điêu khắc hiện đại lớn hơn. Tại Hoa Kỳ, khu vườn điêu khắc công cộng lâu đời nhất là một phần của công viên công cộng và khu bảo tồn động vật hoang dã Brookgreen Gardens tọa lạc ở Nam Carolina. Khách sạn được khai trương vào năm 1932 và kể từ đó đã được đưa vào Sổ đăng ký Địa danh Lịch sử Quốc gia.
Tại Việt Nam, mô hình này đã xuất hiện bên Hồ Gươm, tại Làng Văn hóa-Du lịch các dân tộc Việt Nam (Hà Nội), ở trung tâm thành phố Việt Trì (tỉnh Phú Thọ), bên bờ sông Hương (Huế), tại Công viên APEC (Đà Nẵng), trong Công viên Tao Đàn (thành phố Hồ Chí Minh), nơi rừng thông Đà Lạt (tỉnh Lâm Đồng) hay giữa gió biển Quy Nhơn (tỉnh Bình Định)... Các tác phẩm nghệ thuật được sắp đặt giữa không gian mở này hòa hợp với thiên nhiên, khẳng định bản sắc đô thị, tại Gia Lai đã đề cập đến việc nên có một quy hoạch về khu vườn tượng nghệ thuật tại Pleiku trưng bày các tác phẩm nghệ thuật điêu khắc tôn vinh đất nước, con người, cuộc sống và tình yêu, những tác phẩm mang đậm dấu ấn Tây Nguyên và nếu có quy hoạch vườn tượng tại phố núi thì một công viên điêu khắc phong phú về chủ đề, đa dạng về phong cách của các tác giả sẽ là cách quảng bá hiệu quả cho văn hóa và du lịch không chỉ cho Pleiku. Văn phòng Viện Hàn lâm Khoa học Xã hội Việt Nam đã phối hợp với xã Biển Hồ (Pleiku) đã lắp đặt mô hình trưng bày "Vườn tượng gỗ Ba Na, Gia Rai" tại khuôn viên nhà sinh hoạt cộng đồng làng la Nueng. Mô hình gồm 24 tượng gỗ và cột trang trí, trưng bày với các nhóm tượng mô tả đời sống sinh hoạt, lao động sản xuất, lễ hội, tình cảm gia đình.

## Hình ảnh

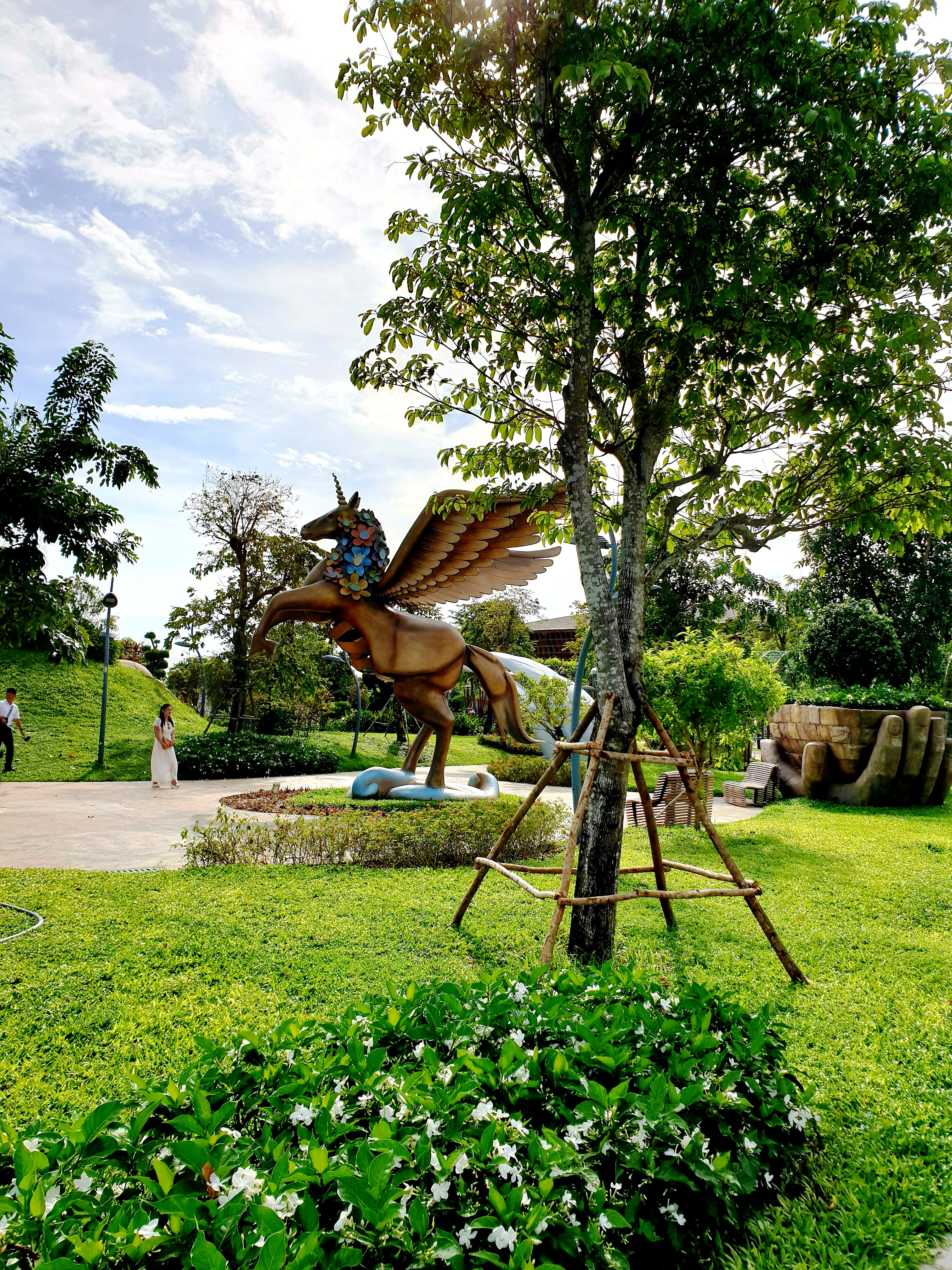
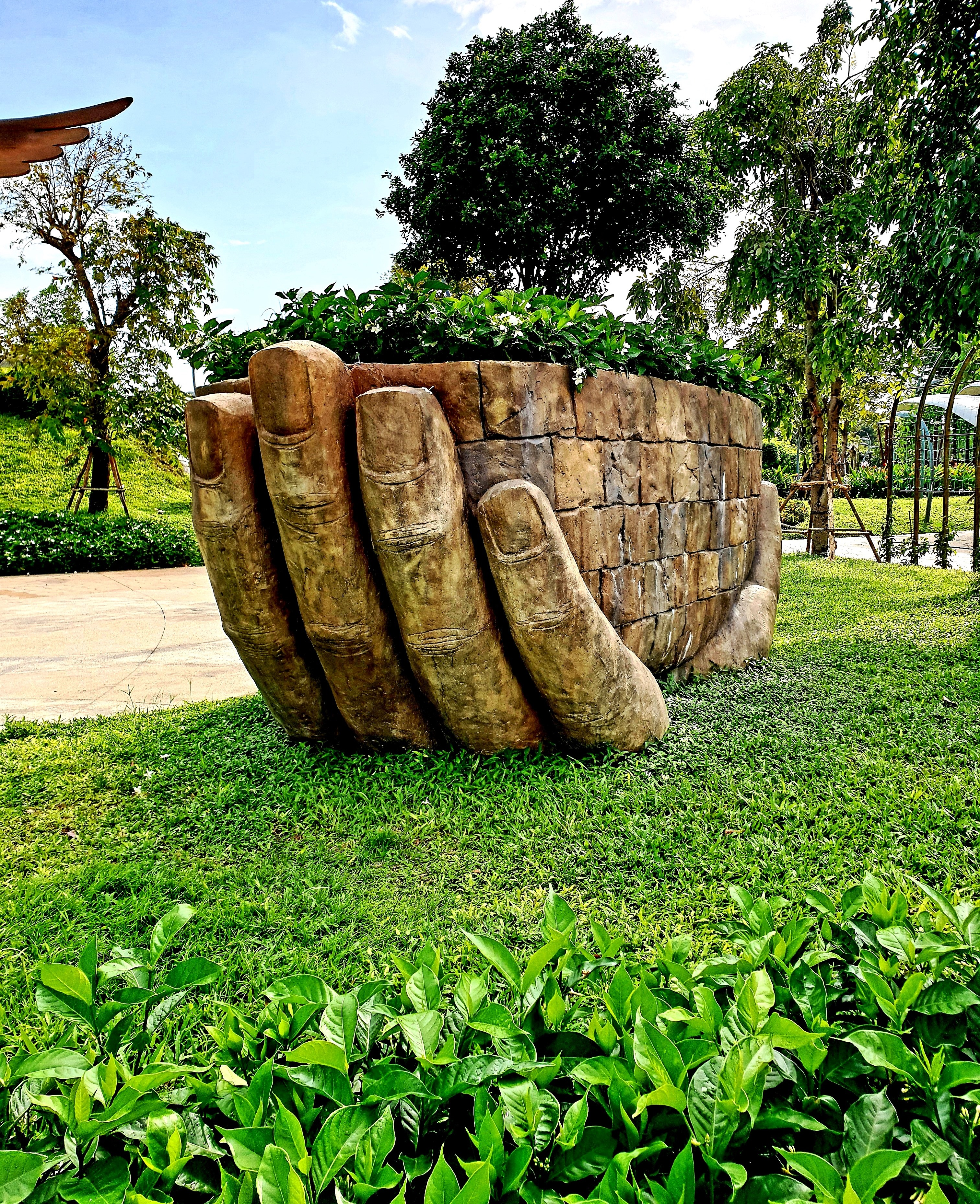
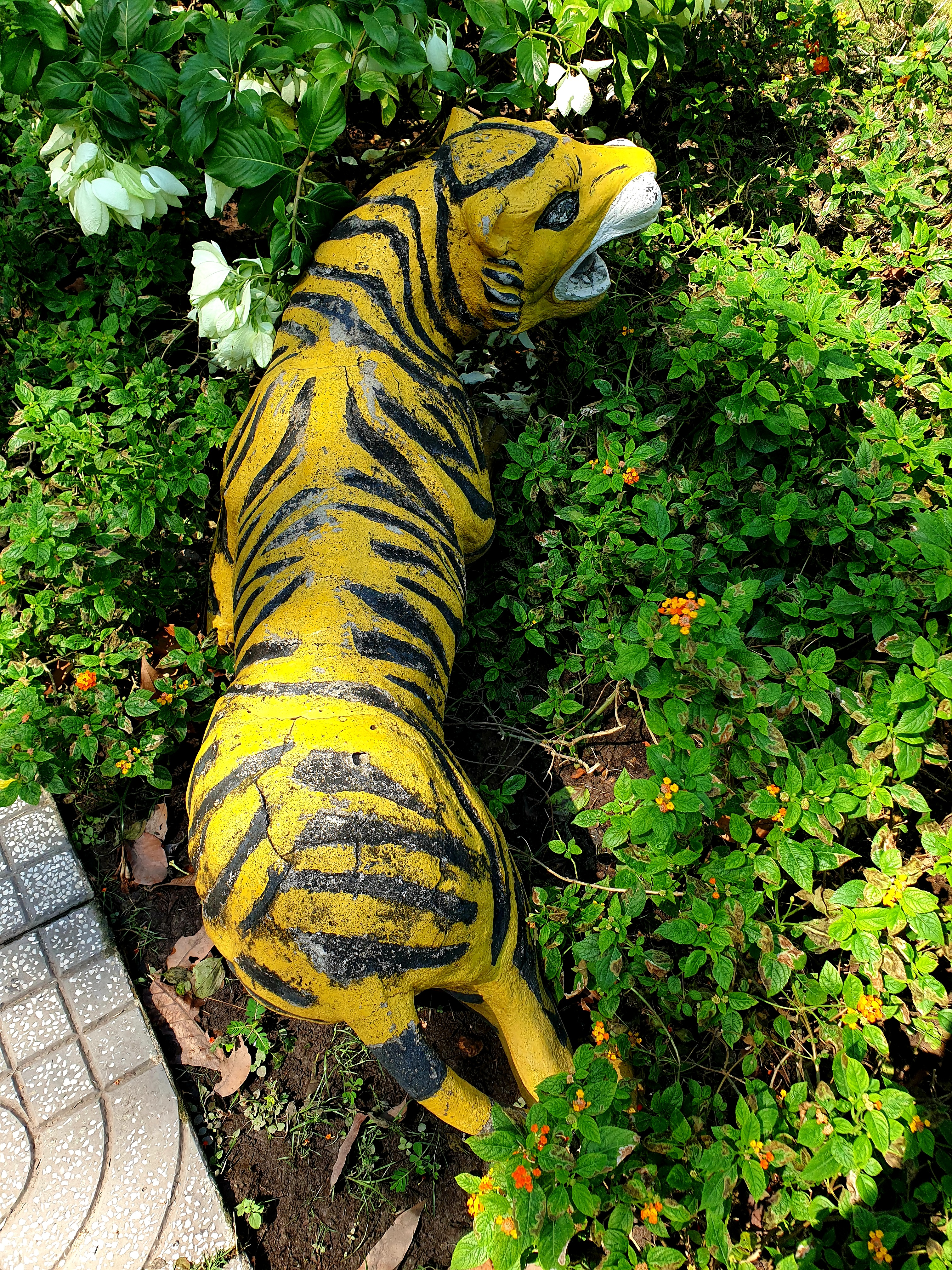
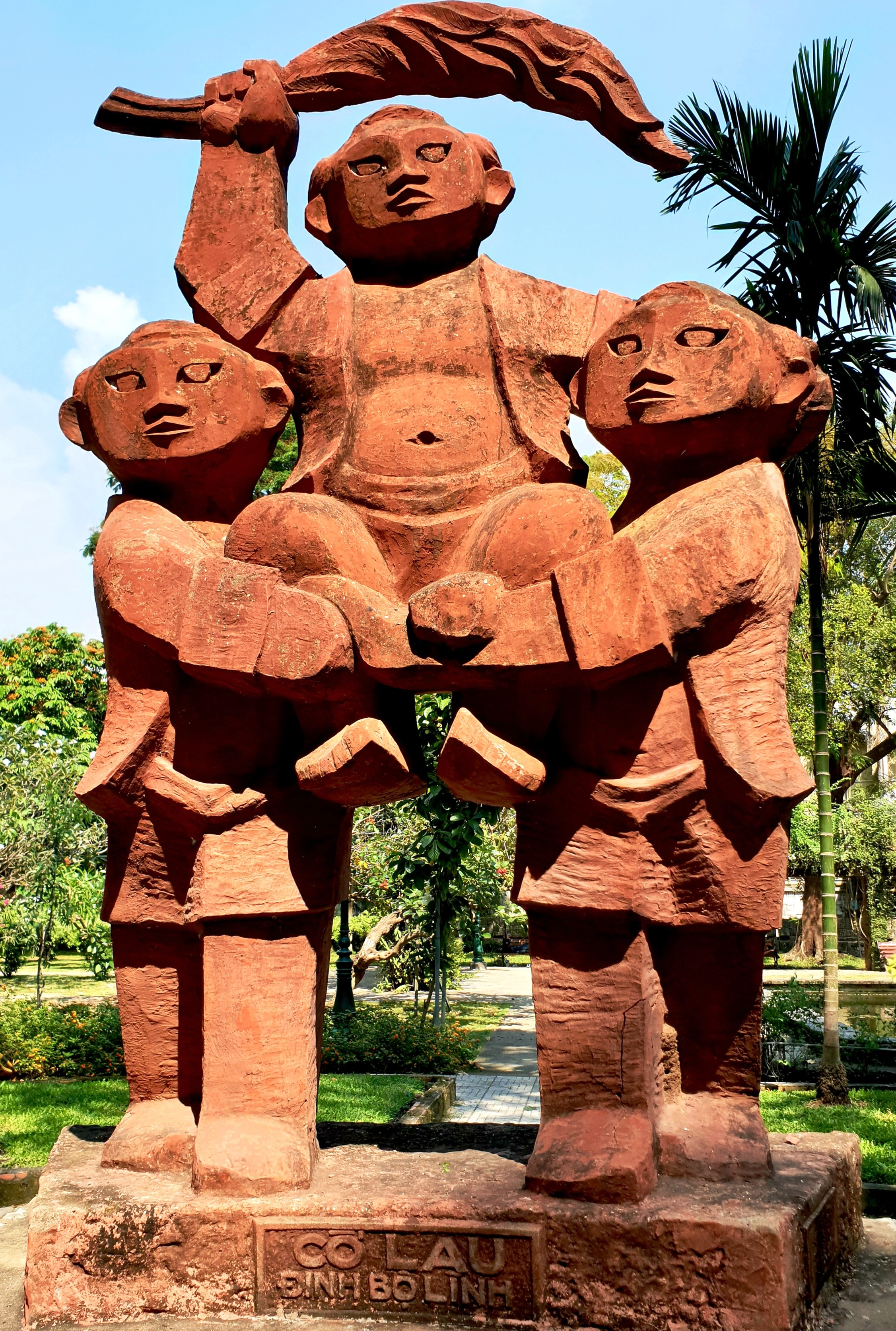
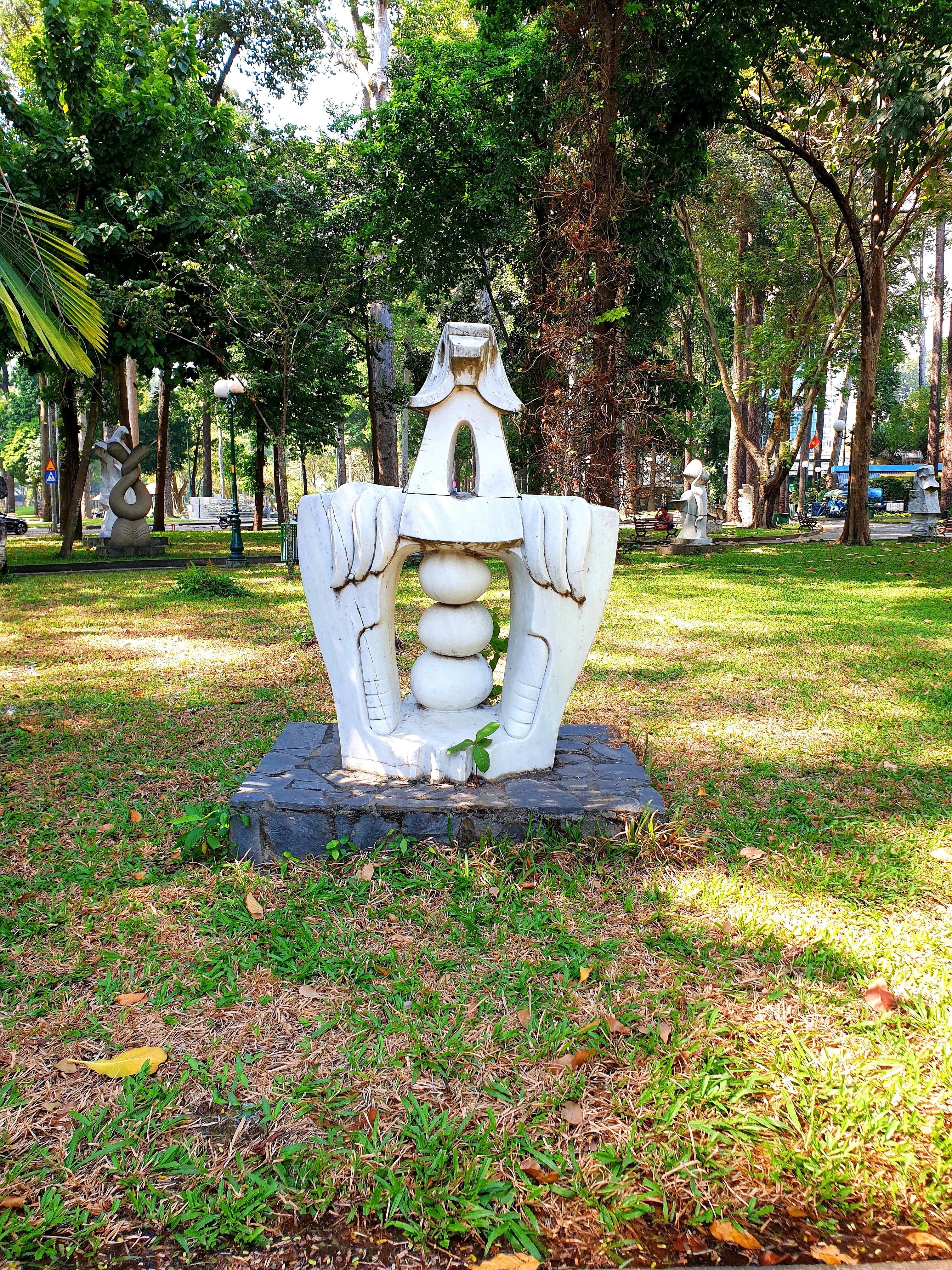
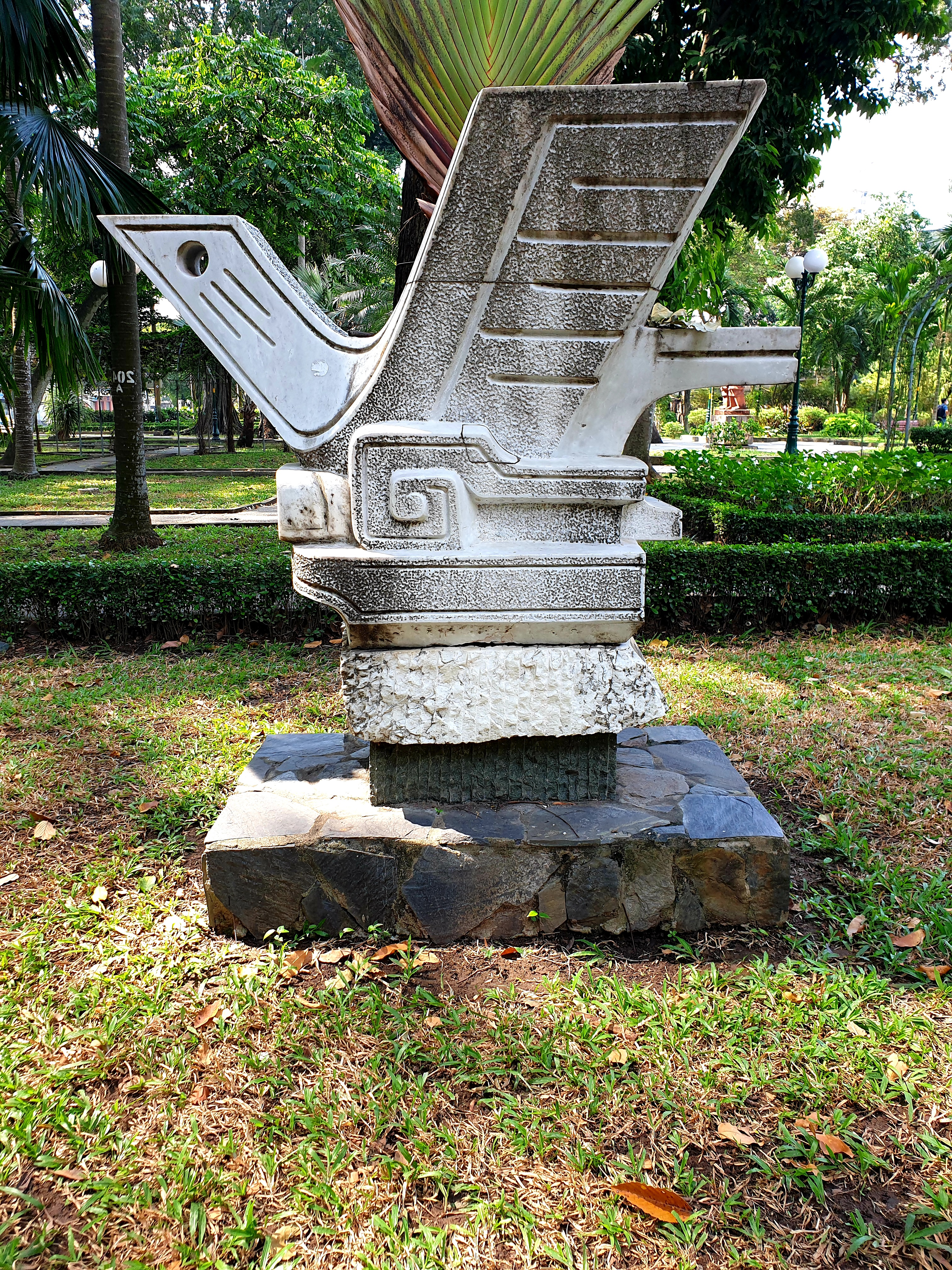
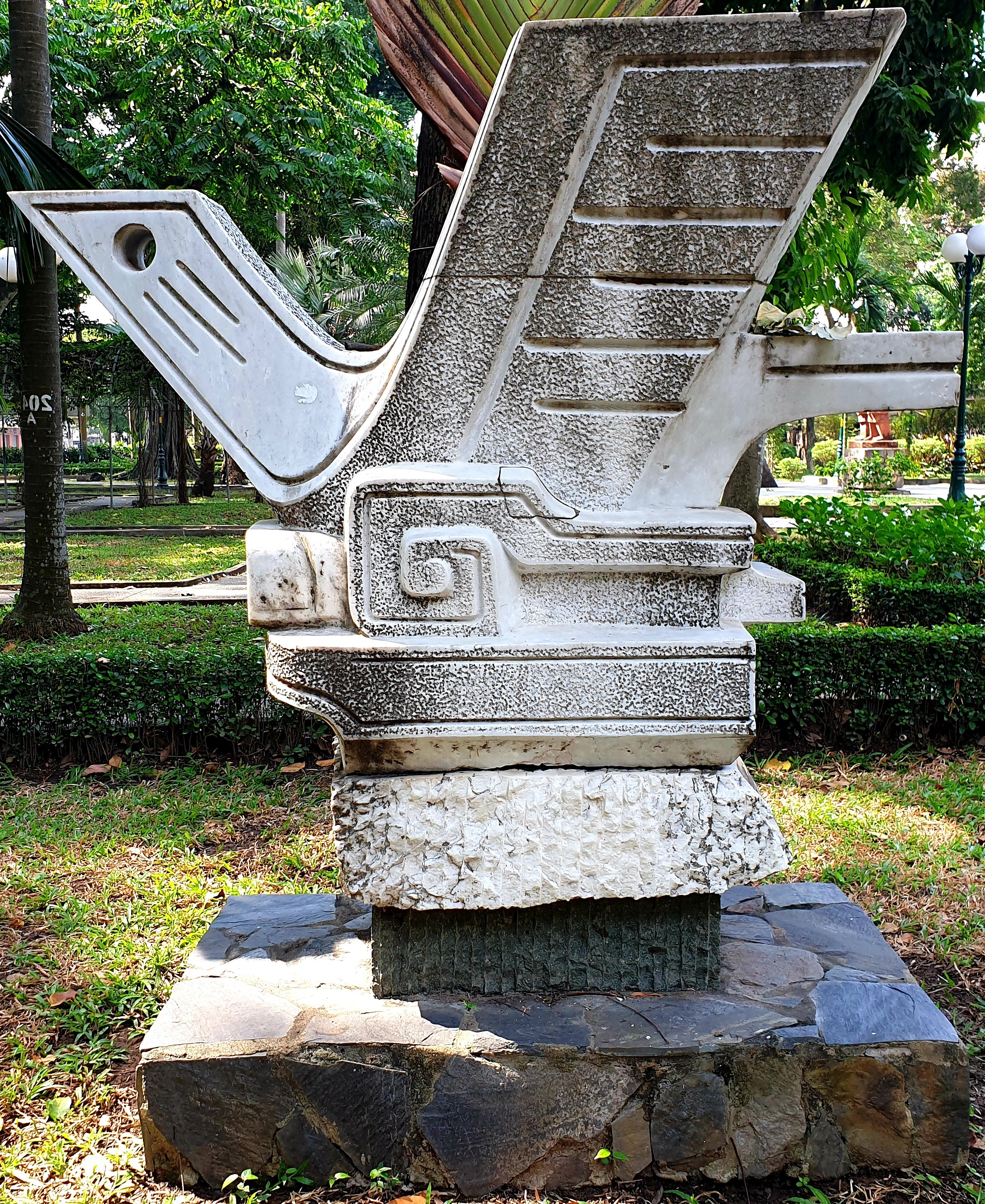
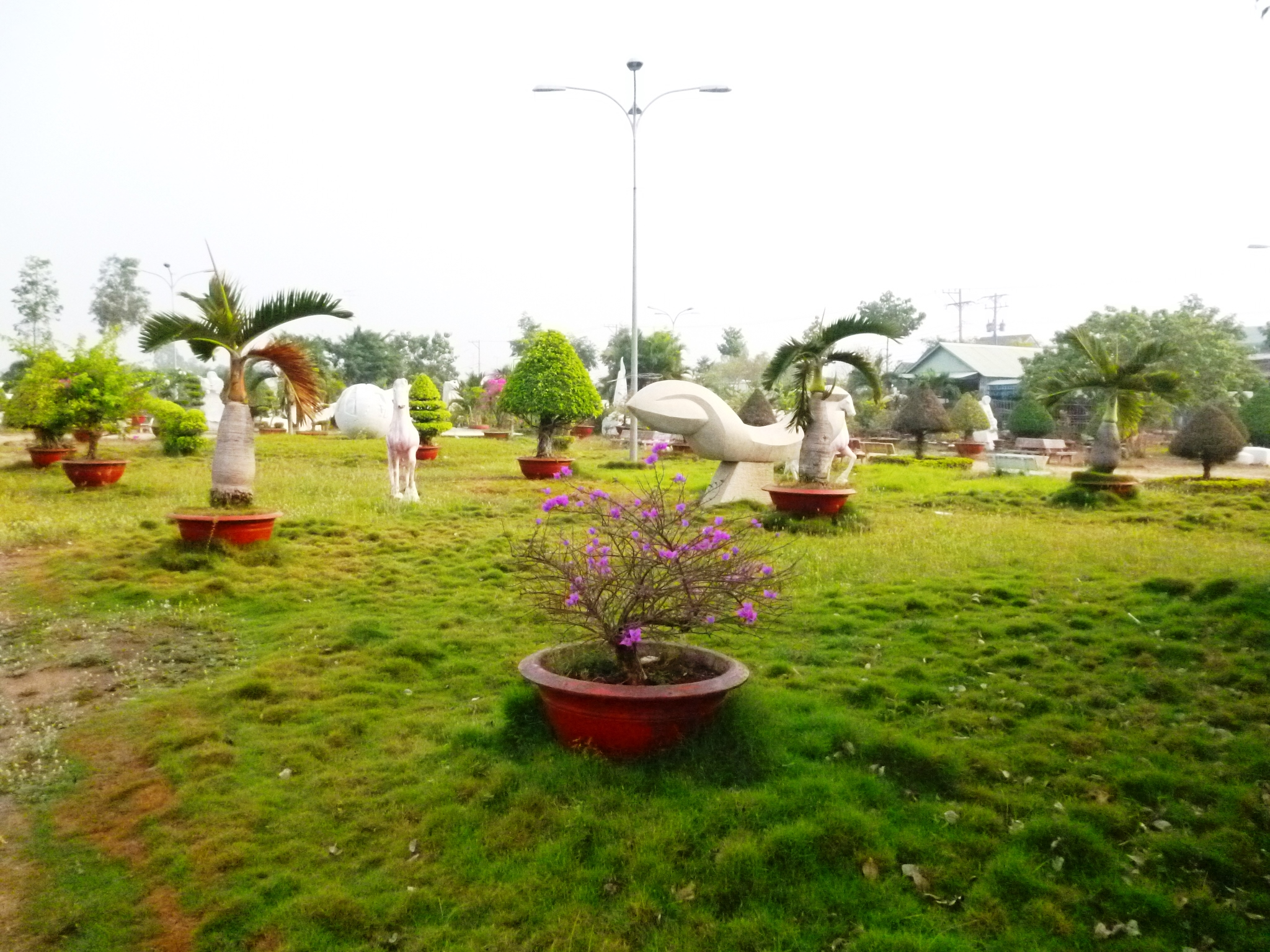
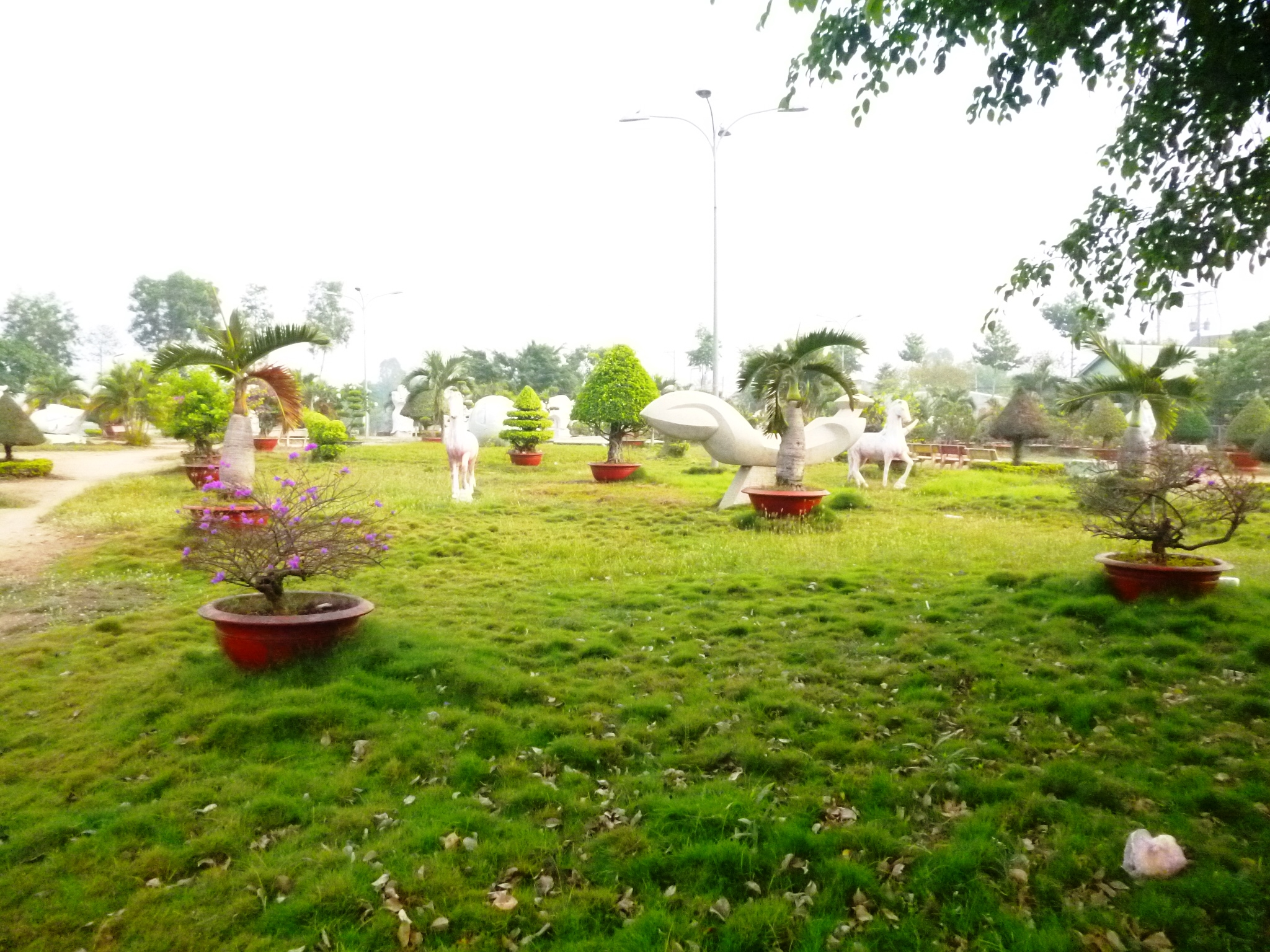
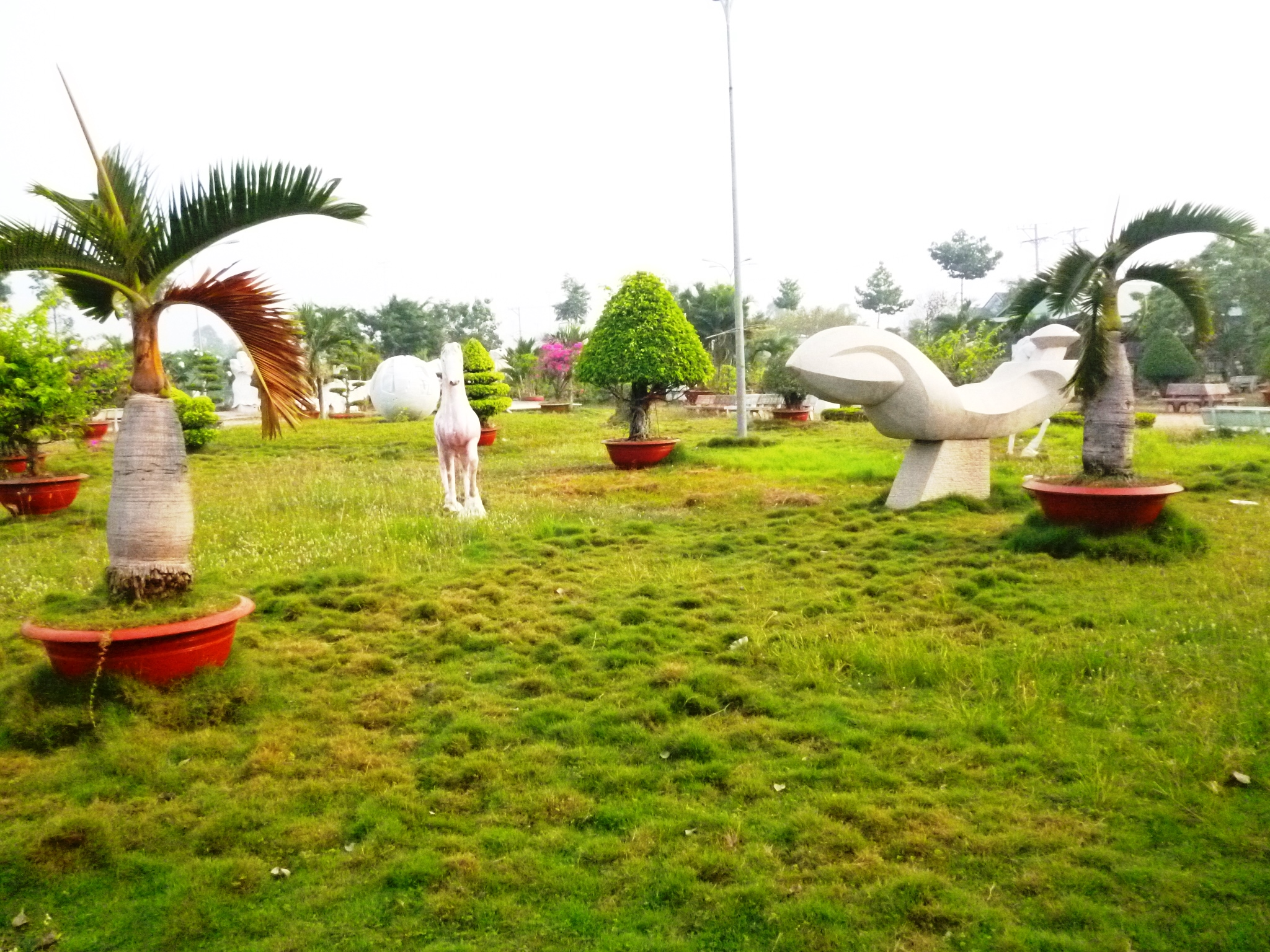
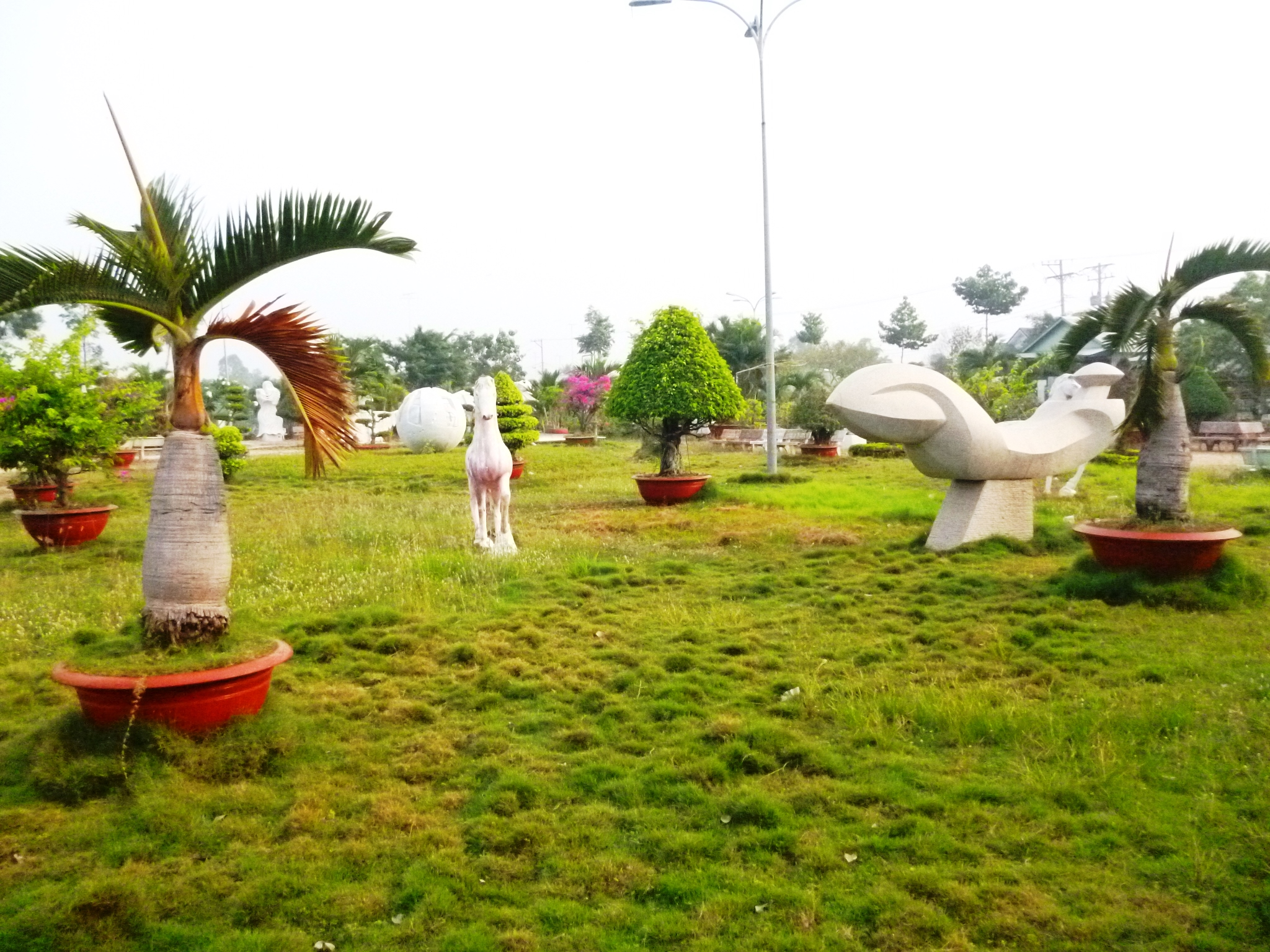
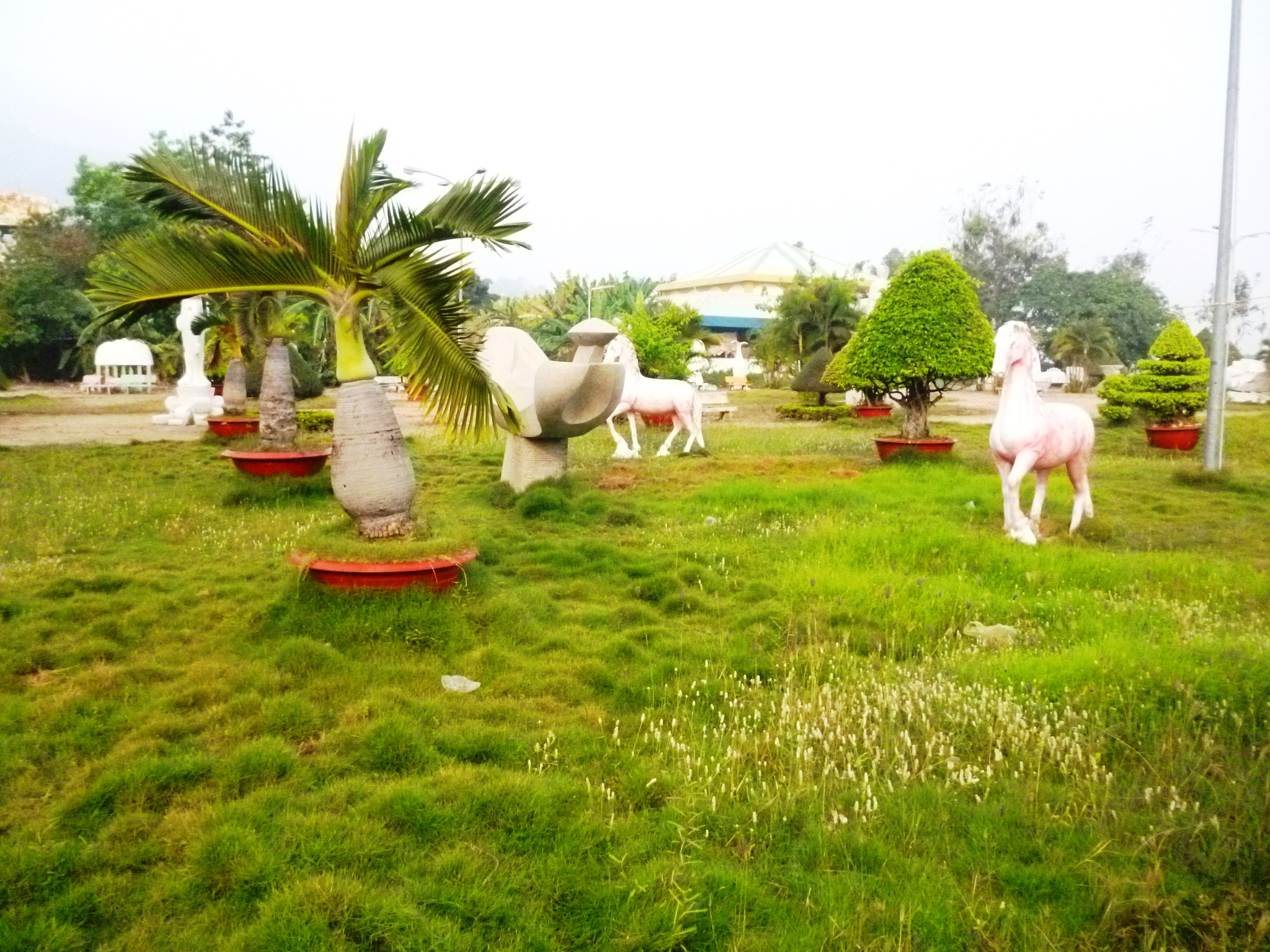
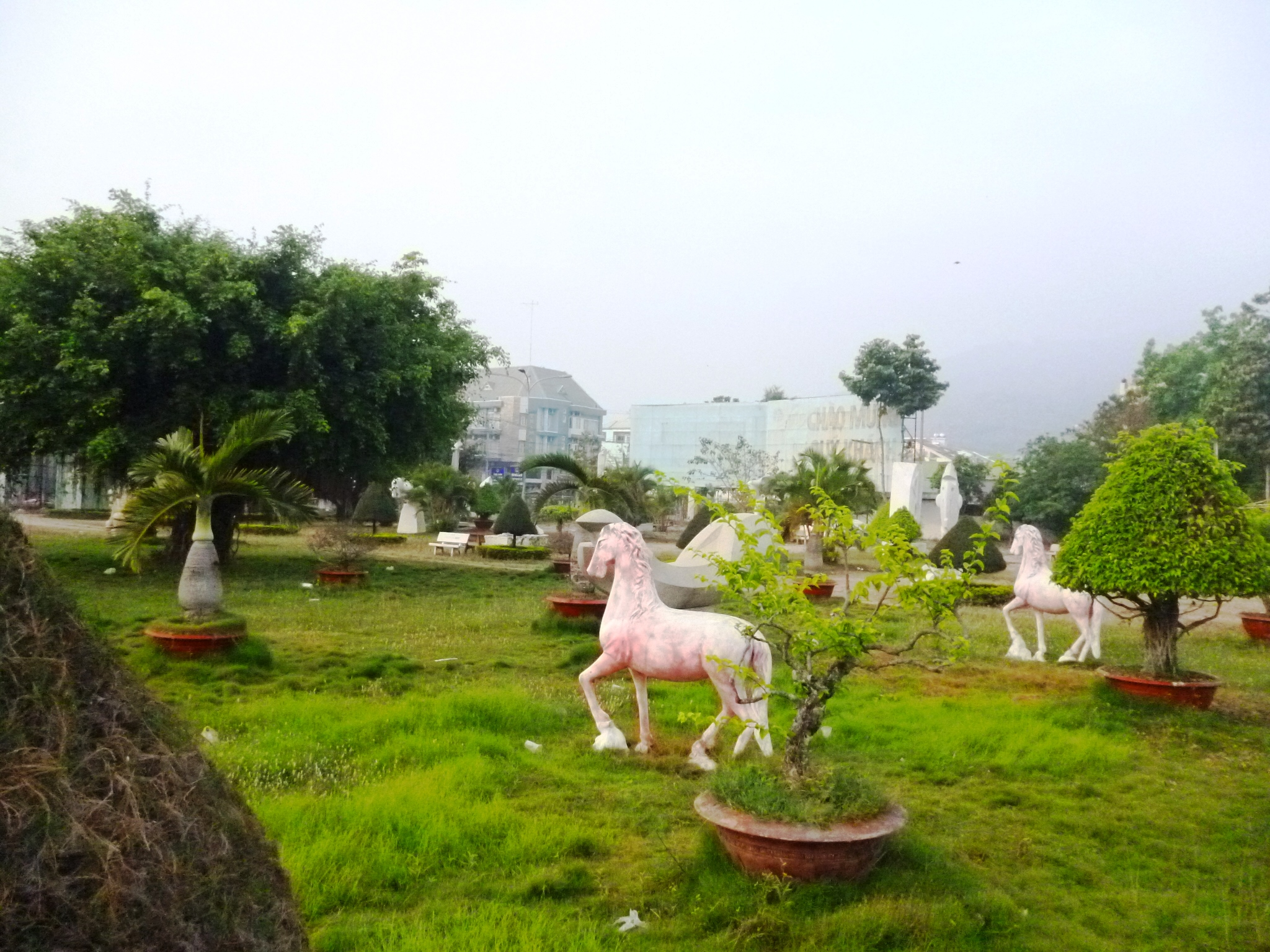
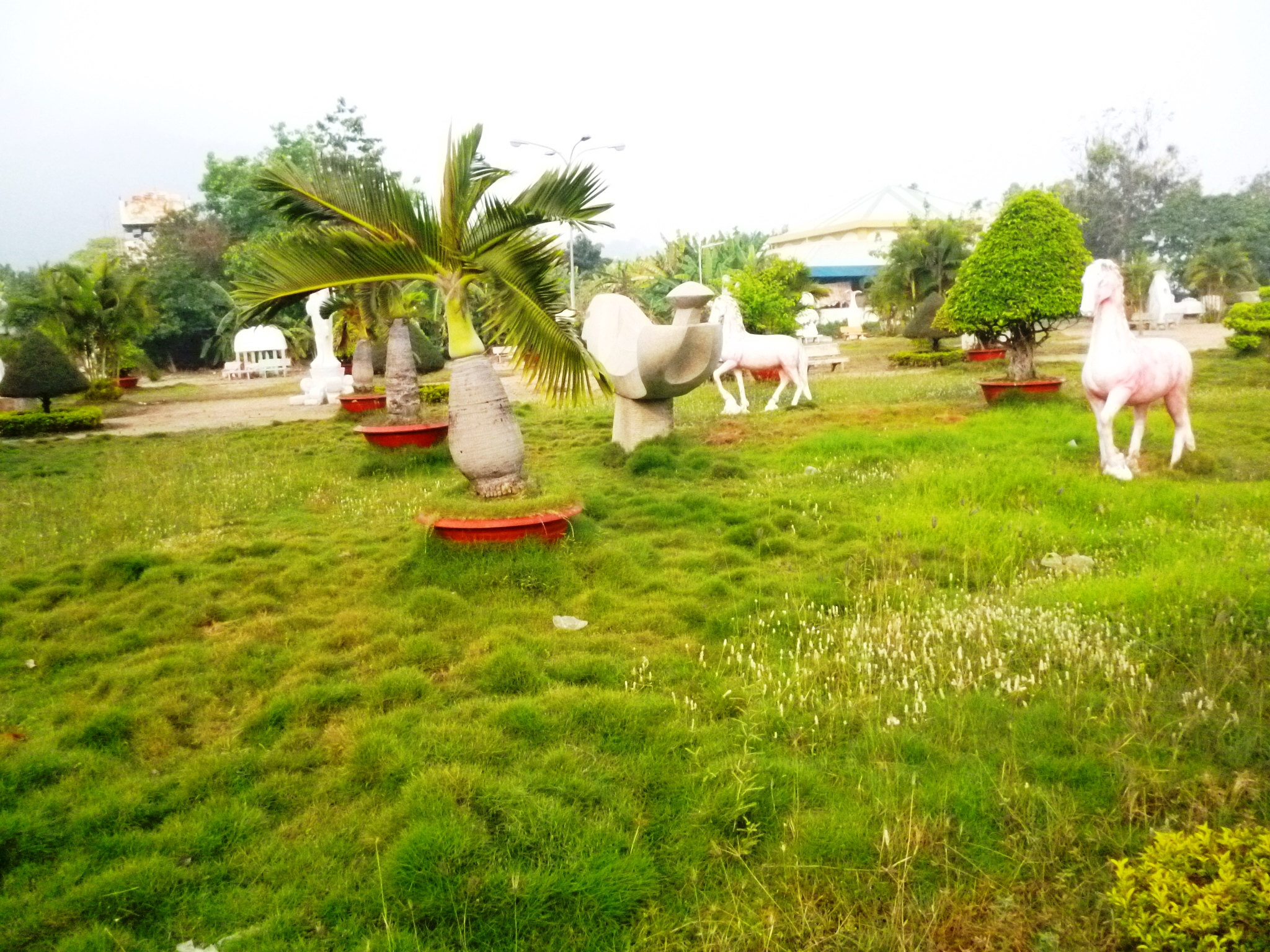
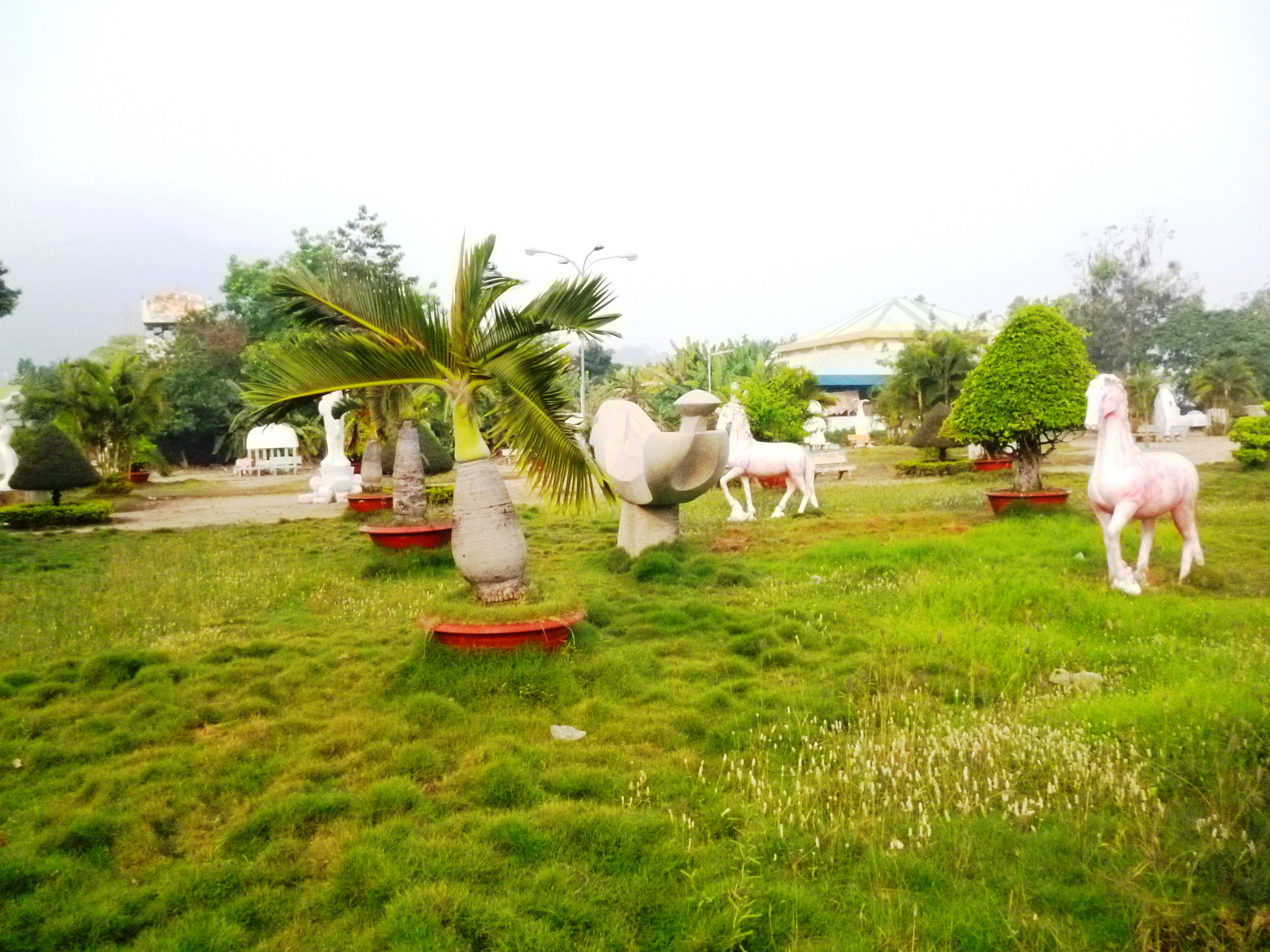
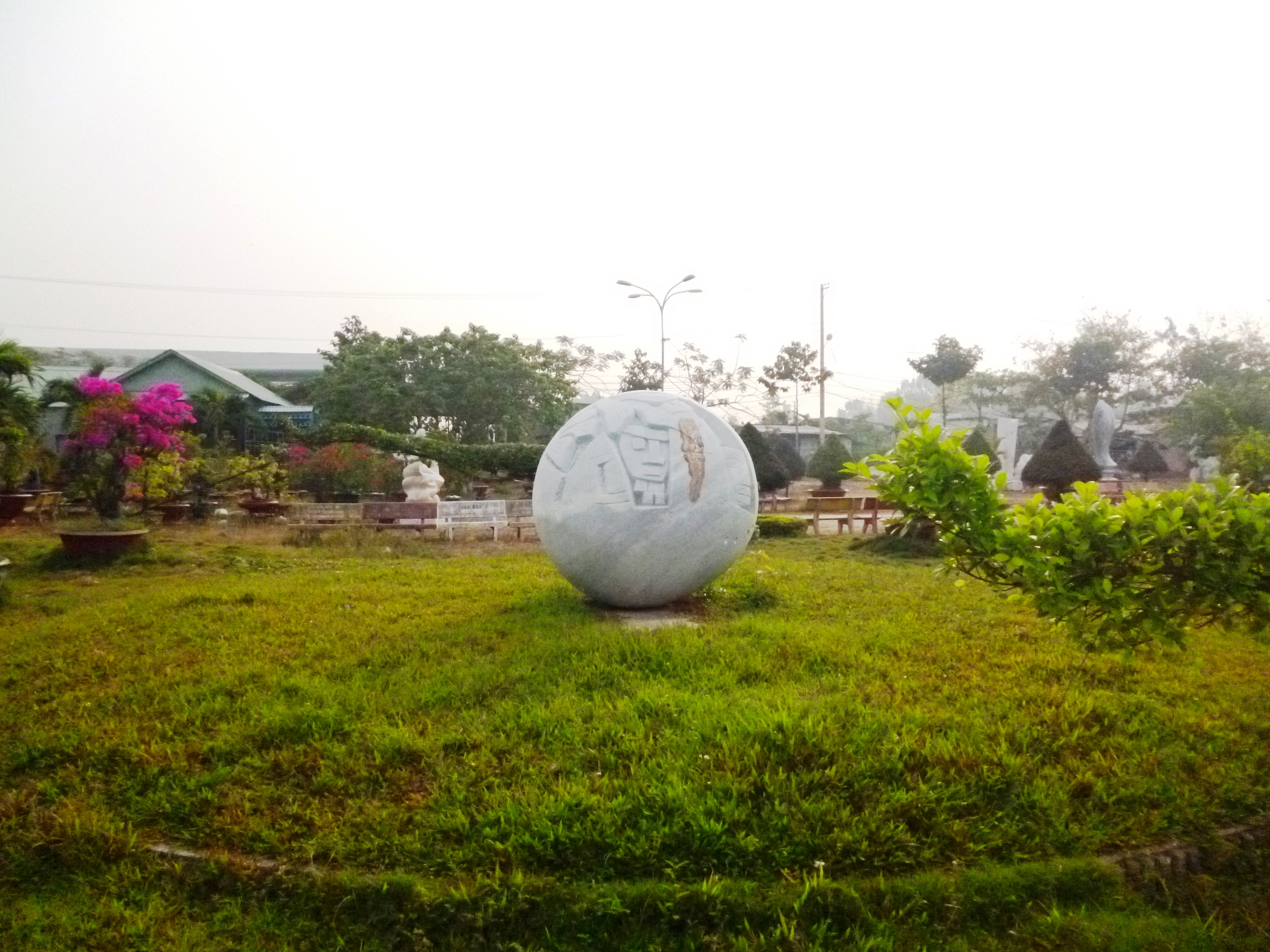
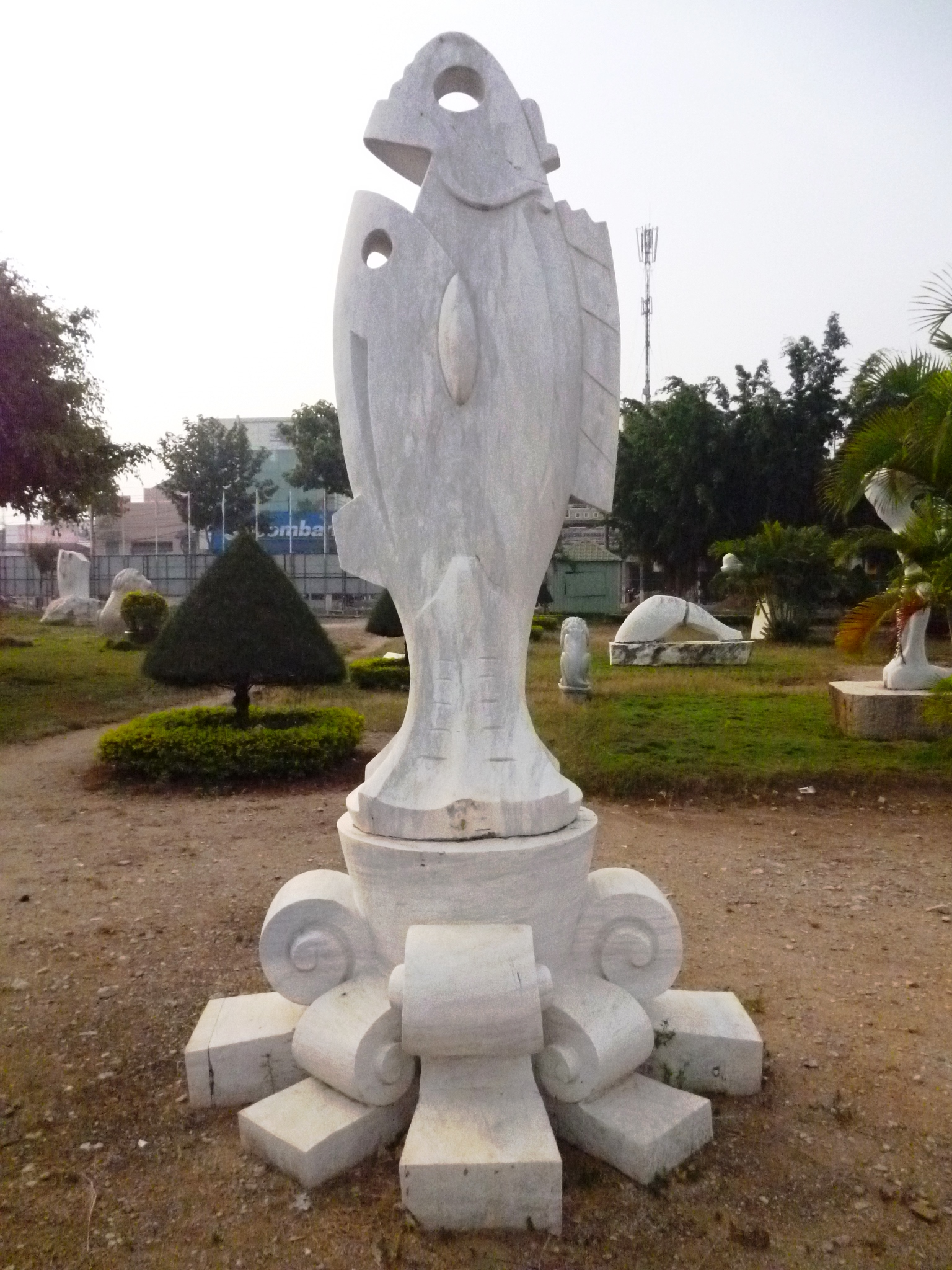
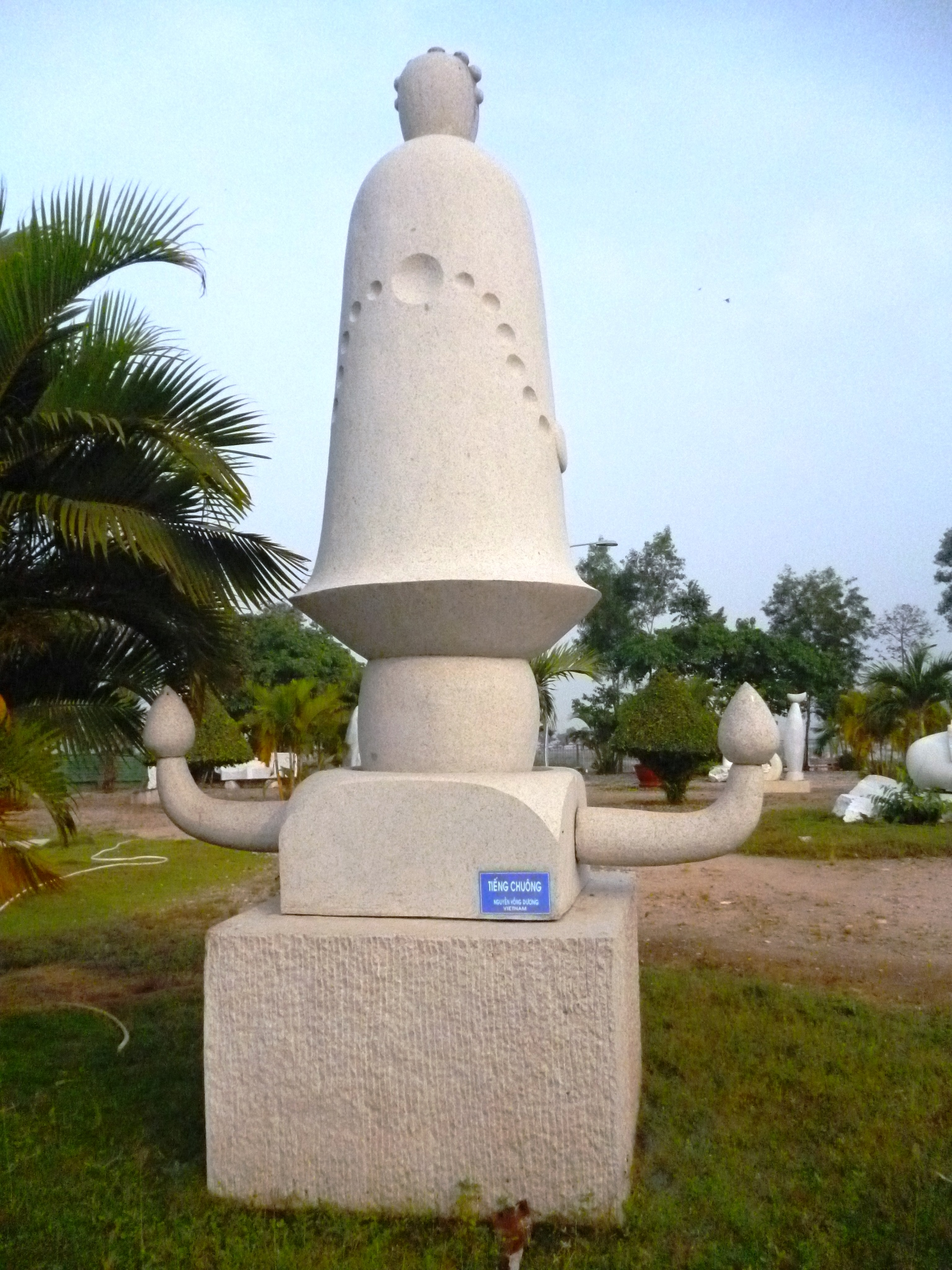
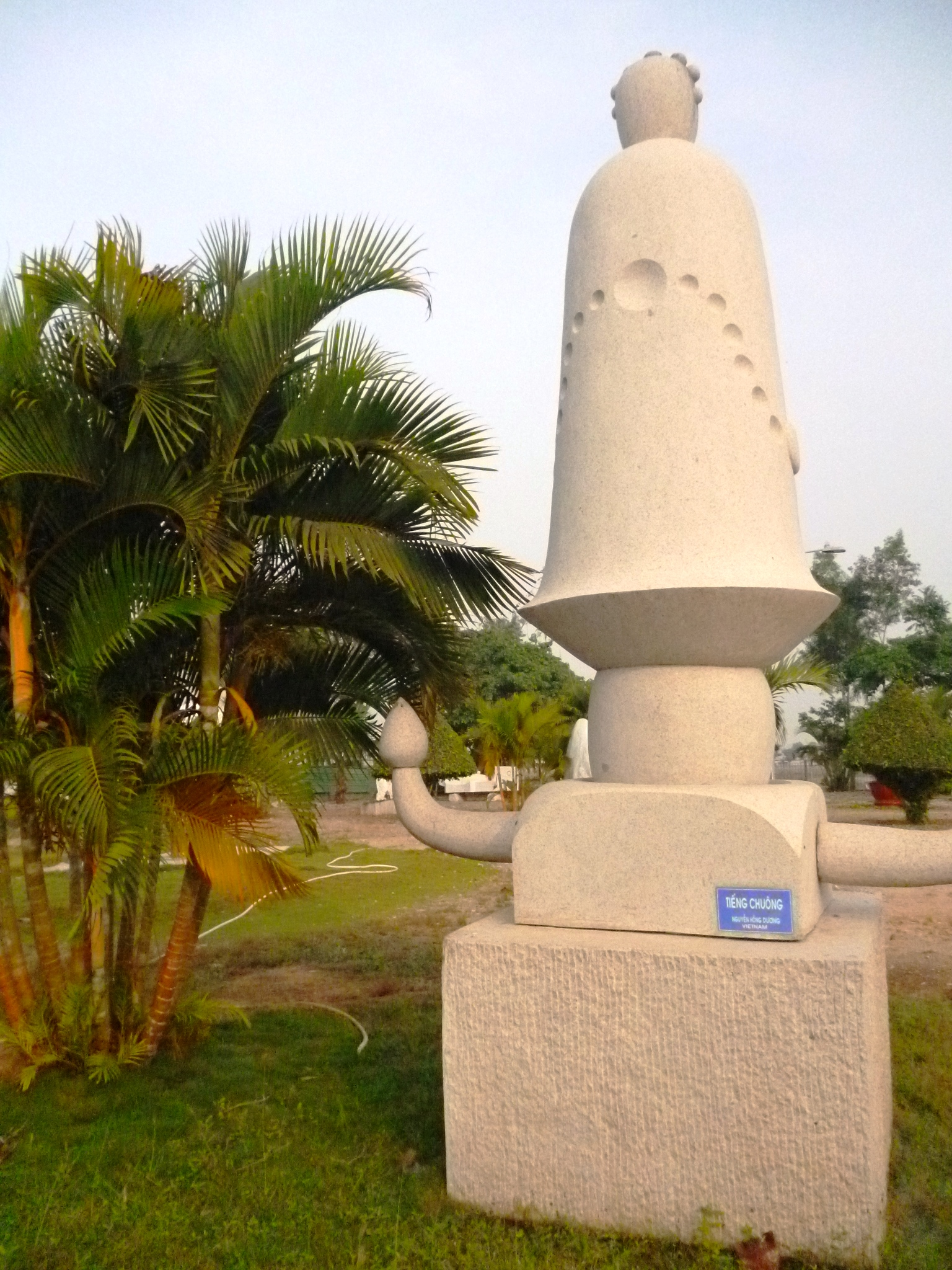
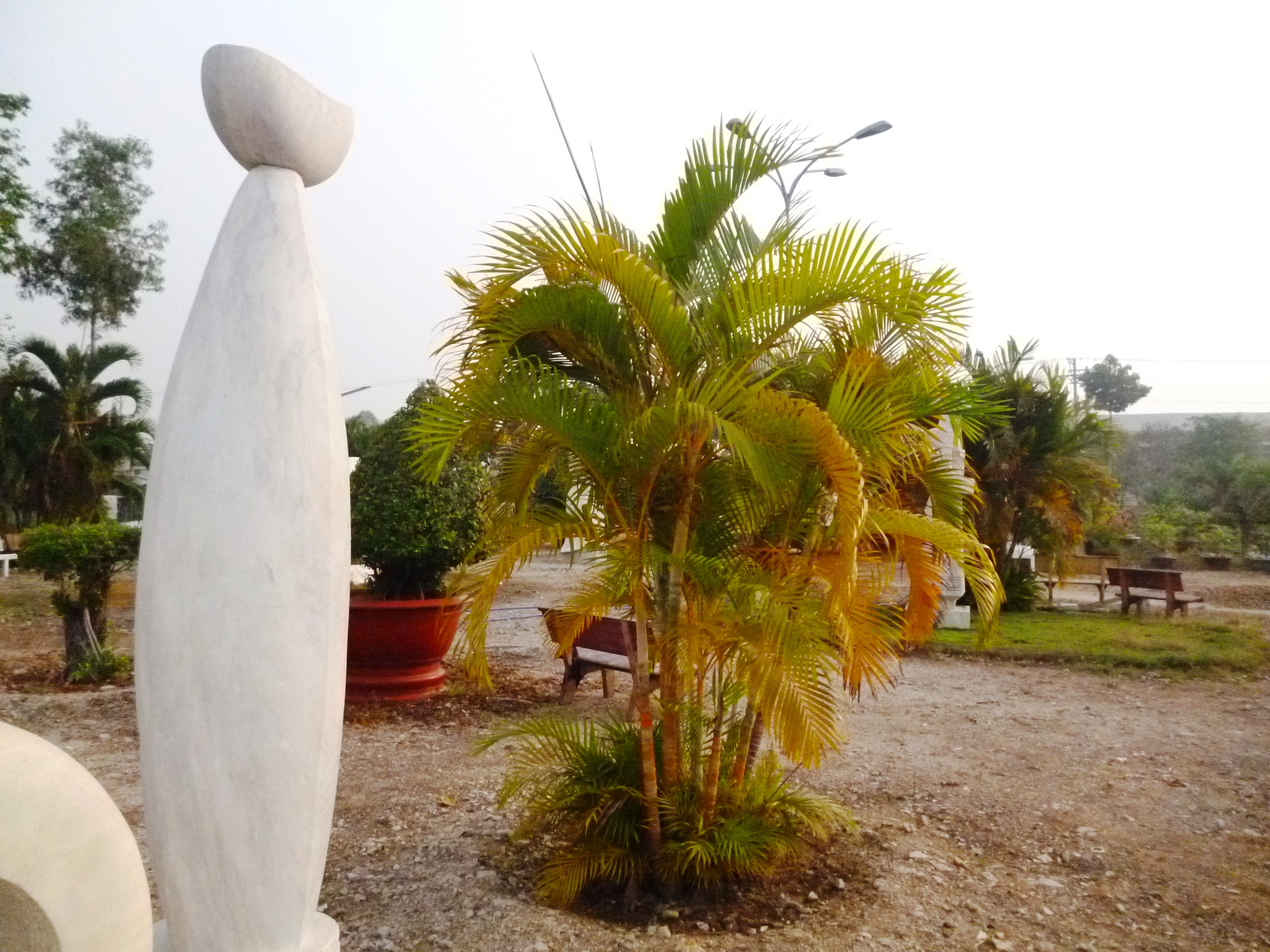
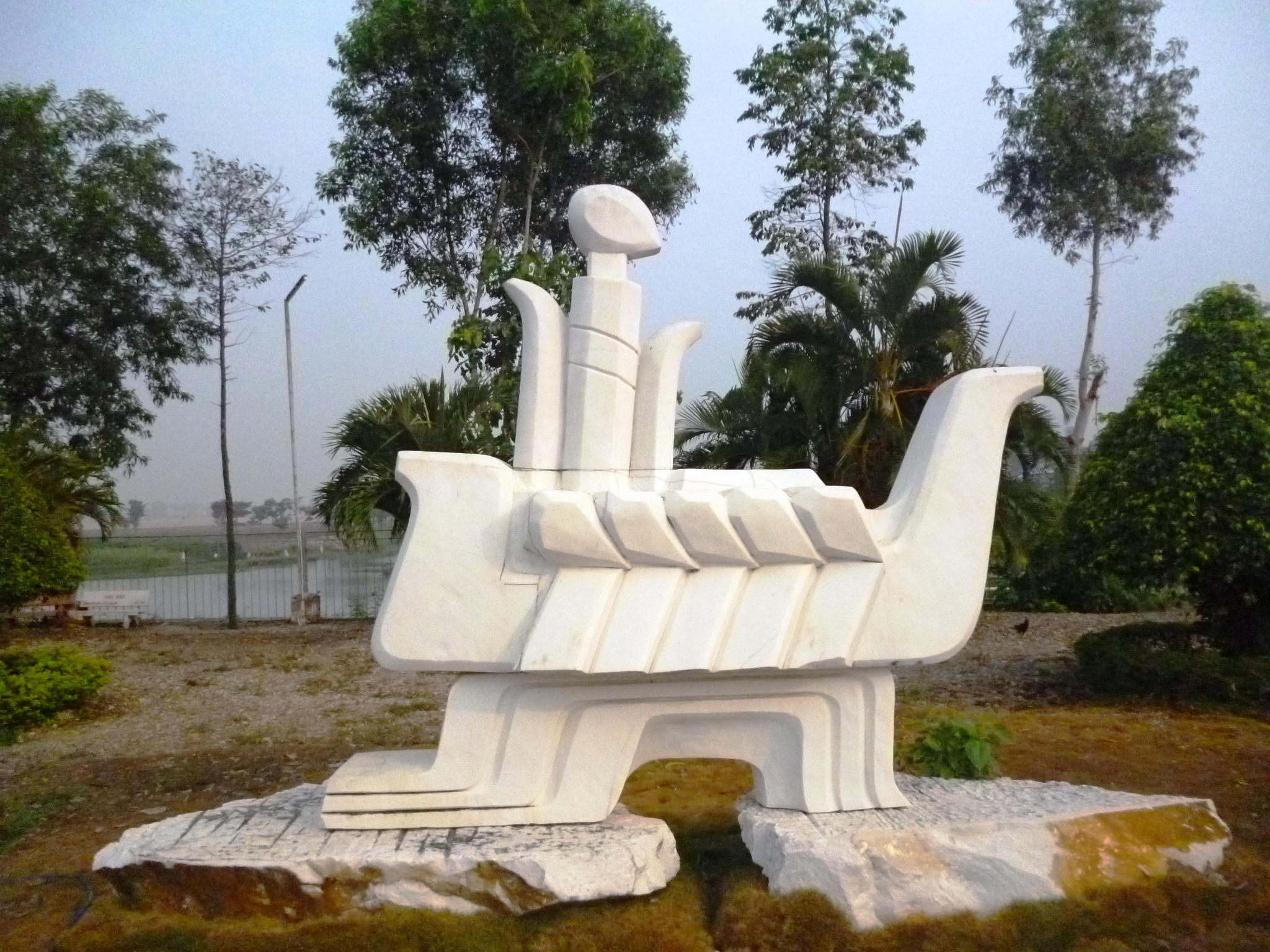
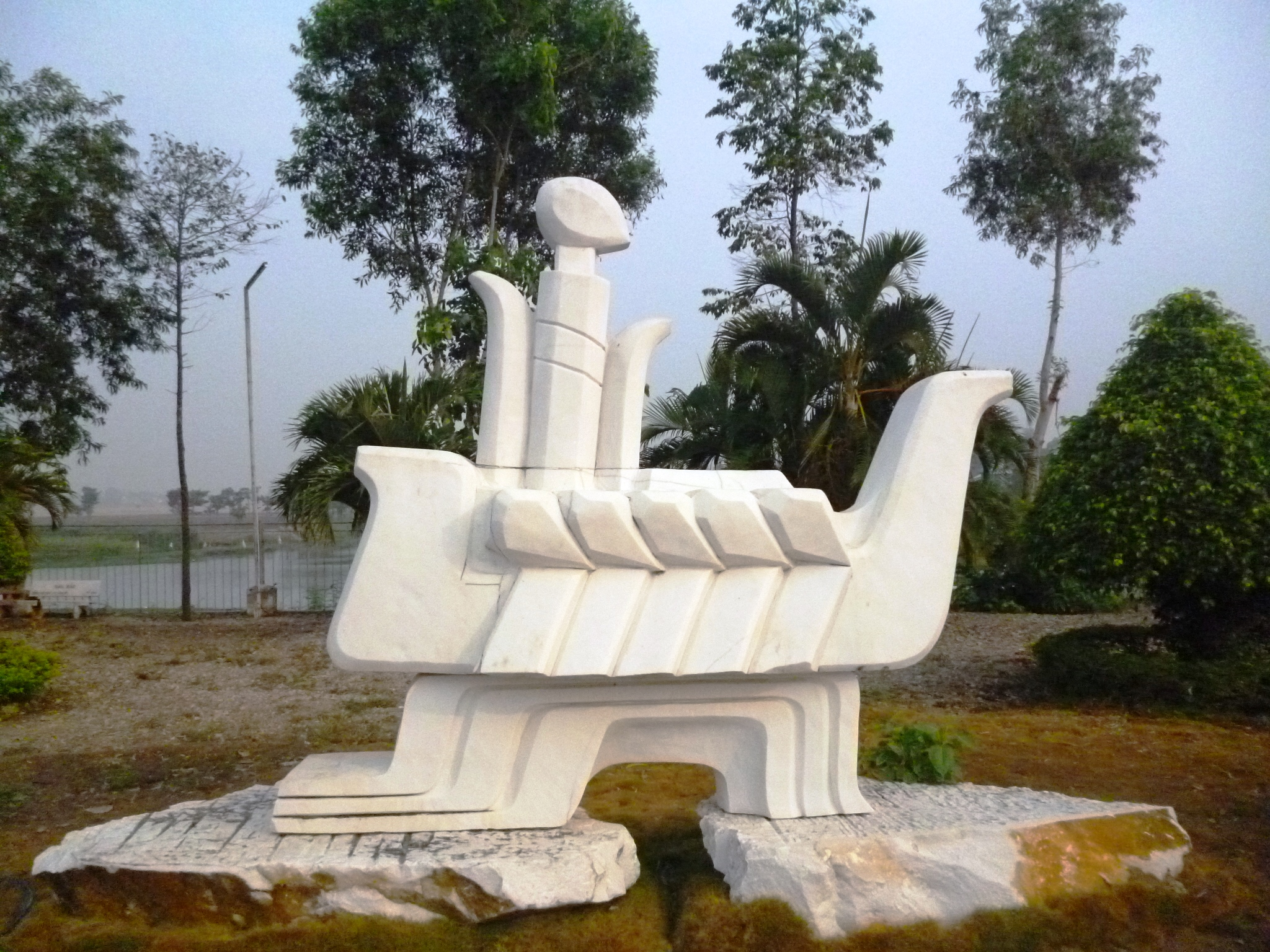
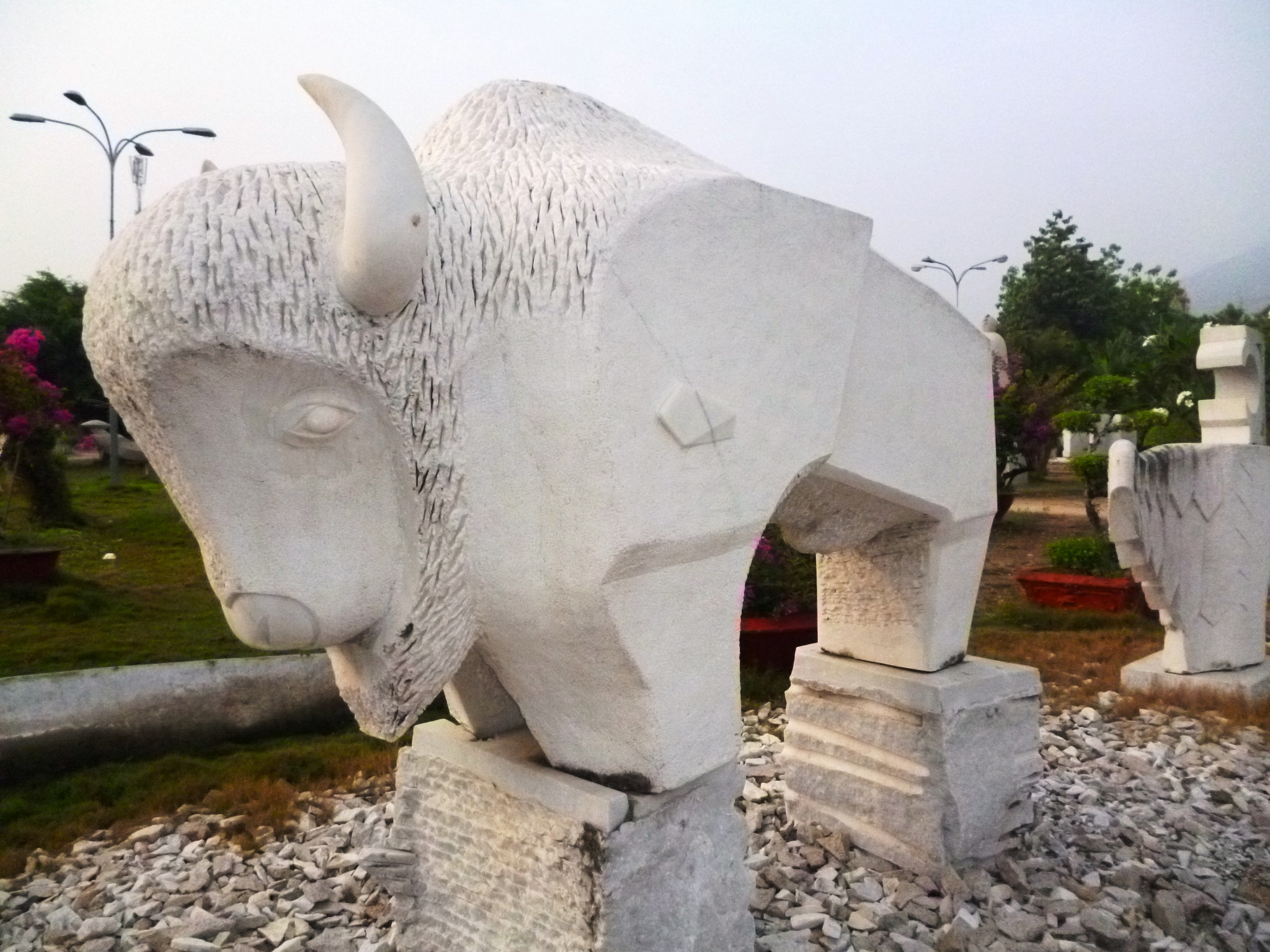
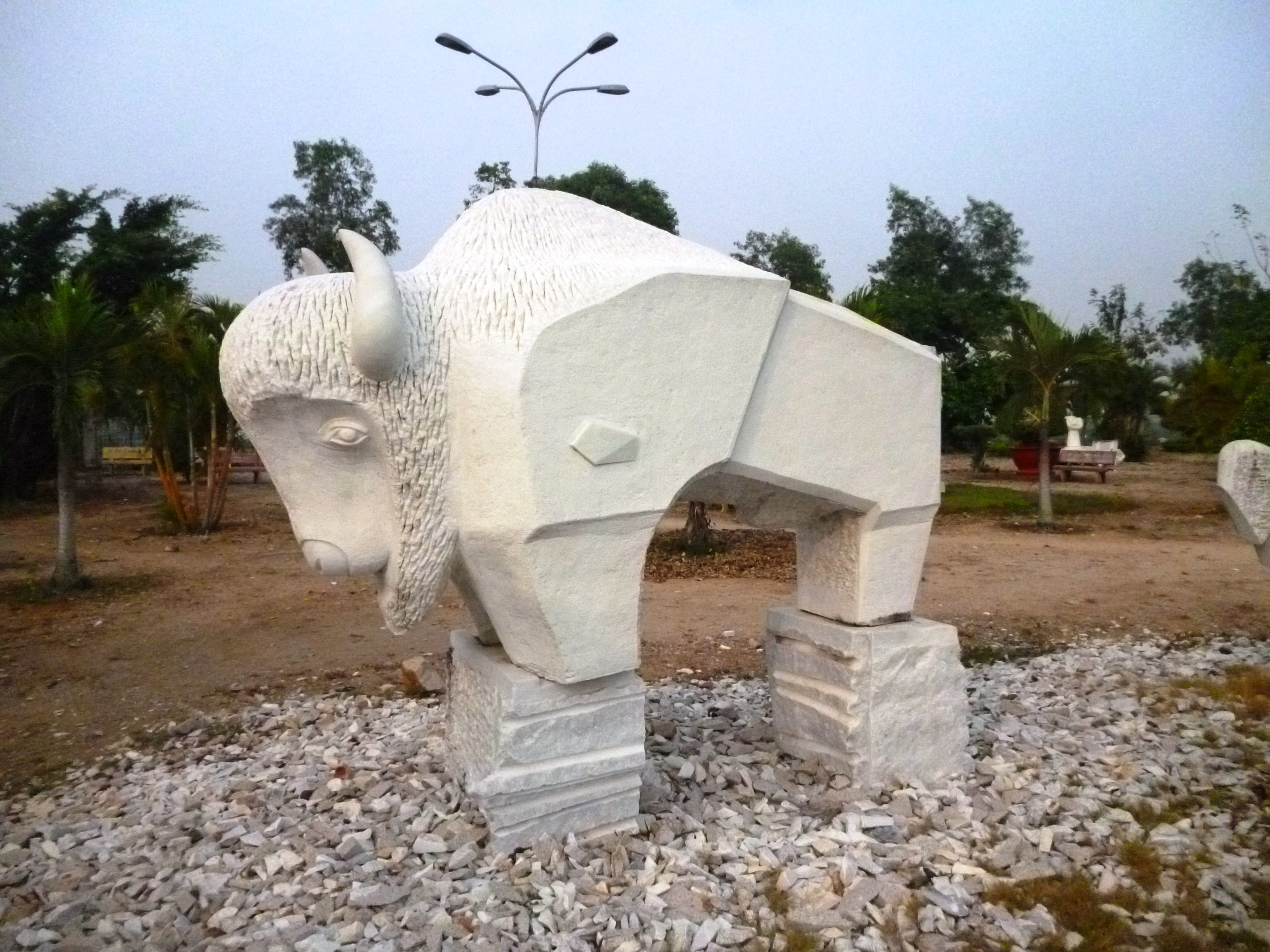
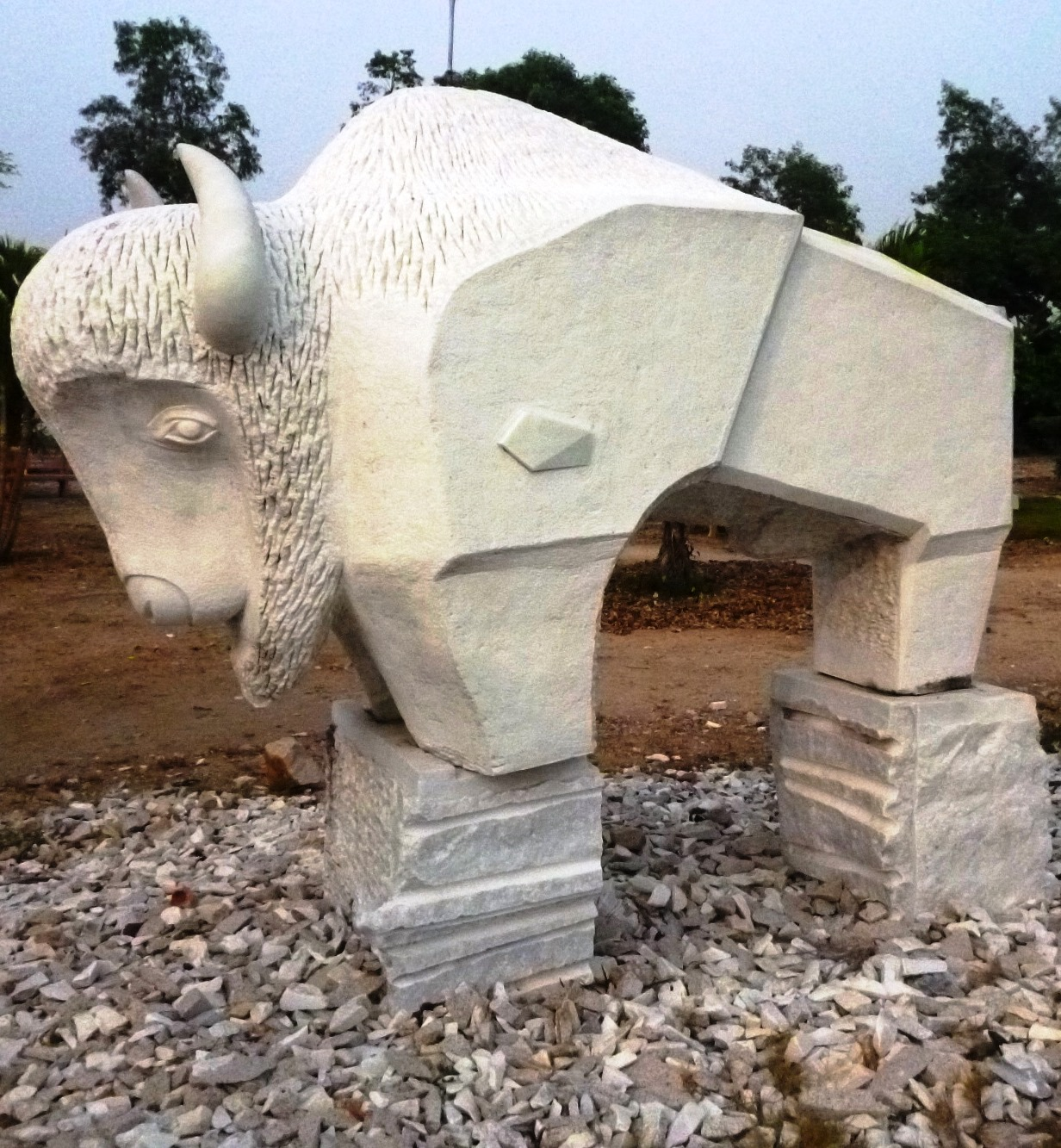